# Yugoslavia en la Copa Mundial de Fútbol de 1954

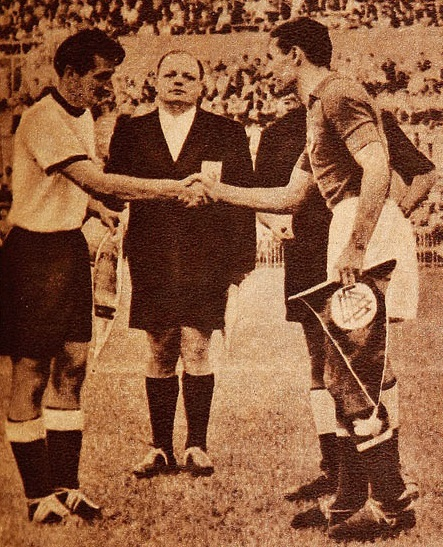
Partido entre Alemania y Yugoslavia, 1954.

Yugoslavia fue una de las 16 selecciones participantes en la Copa Mundial de Fútbol de Suiza 1954, la cual fue su tercera participación en un mundial, y segunda de manera consecutiva.

## Clasificación

### Grupo 10
| Pos. | País       | J | G | E | P | GF | GC | GD | Pts |
| ---- | ---------- | - | - | - | - | -- | -- | -- | --- |
| 1    | Yugoslavia | 4 | 4 | 0 | 0 | 4  | 0  | +4 | 8   |
| 2    | Grecia     | 4 | 2 | 0 | 2 | 3  | 2  | +1 | 4   |
| 3    | Israel     | 4 | 0 | 0 | 4 | 0  | 5  | −5 | 0   |

| 9-5-1953 | Yugoslavia  | 1–0     | Grecia | Belgrado, Yugoslavia |                     |
|          | Matošić 71' | Reporte |        | Árbitro(s): Steiner  | Árbitro(s): Steiner |

| 8-11-1953 | Yugoslavia     | 1–0     | Israel | Skopie, Yugoslavia  |                     |
|           | Milutinović 3' | Reporte |        | Árbitro(s): Alsteen | Árbitro(s): Alsteen |

| 21-3-1954 | Israel | 0–1     | Yugoslavia | Tel-Aviv, Israel  |                   |
|           |        | Reporte | Zebec 80'  | Árbitro(s): Leafe | Árbitro(s): Leafe |

| 28-3-1954 | Grecia | 0–1     | Yugoslavia      | Atenas, Grecia    |                   |
|           |        | Reporte | Veselinović 50' | Árbitro(s): Rufli | Árbitro(s): Rufli |

## Jugadores
Estos fueron los 22 jugadores convocados para el torneo:

## Resultados
Yugoslavia fue eliminada en los cuartos de final.

### Grupo 1
| País       | J | G | E | P | GF | GC | PTS |
| ---------- | - | - | - | - | -- | -- | --- |
| Brasil     | 2 | 1 | 1 | 0 | 6  | 1  | 3   |
| Yugoslavia | 2 | 1 | 1 | 0 | 2  | 1  | 3   |
| Francia    | 2 | 1 | 0 | 1 | 3  | 3  | 2   |
| México     | 2 | 0 | 0 | 2 | 2  | 8  | 0   |

| 16 de junio de 1954 | Yugoslavia      | 1-0     | Francia | Stade Olympique de la Pontaise, Lausanne                       |                                                                |
|                     | Milutinović 15' | Reporte |         | Asistencia: 16 000 espectadores Árbitro(s): Benjamin Griffiths | Asistencia: 16 000 espectadores Árbitro(s): Benjamin Griffiths |

| 19 de junio de 1954 | Brasil   | 1-1 (t. s.) | Yugoslavia | Stade Olympique de la Pontaise, Lausanne                      |                                                               |
|                     | Didi 69' | Reporte     | Zebec 48'  | Asistencia: 24 637 espectadores Árbitro(s): Charlie Faultless | Asistencia: 24 637 espectadores Árbitro(s): Charlie Faultless |

### Cuartos de final
| 27 de junio de 1954 | Alemania Federal            | 2-0     | Yugoslavia | Charmilles Stadium, Geneva |                          |
|                     | Horvat 9' (a.g.) · Rahn 85' | Reporte |            | Árbitro(s): Istvan Zsolt   | Árbitro(s): Istvan Zsolt |